# Сенявский, Адам Иероним

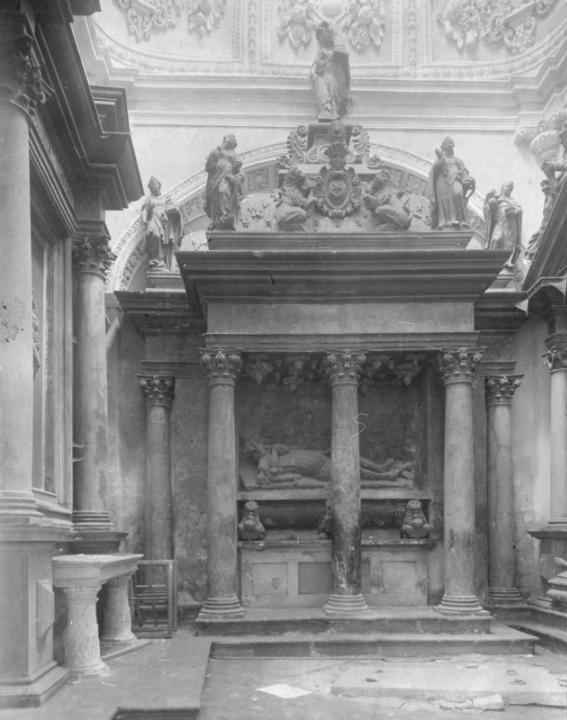
Надгробие Адама Иеронима Сенявского в семейной усыпальнице Сенявских в костеле г. Бережаны. Архивная фотография

Адам Иероним Сенявский (пол. Adam Hieronim Sieniawski; 1576 — 14 июня 1616) — польский шляхтич, военный и государственный деятель Речи Посполитой, подчаший великий коронный (с 1606), староста яворовский, ротмистр гусарии.

## Биография
Из рода Сенявских герба Лелива. Сын Иеронима (Яроша) Сенявского, воеводы русского (1576—1582), каштеляна каменецкого и Ядвиги Тарло. Внук гетмана великого коронного Николая Сенявского и Яна Тарло, воеводы люблинского (по матери).
В чине ротмистра крылатых гусар, под командованием гетмана Яна Замойского сражался в Ливонии, Эстляндии, а также участвовал в его походе в Молдавию (в 1600 году), приведшего к упрочению влияния Речи Посполитой в этой стране.
В том же году избран послом (депутатом) на сейм.
Рядом с г. Бережаны, который заложил его дед Николай Сенявский, из пленных татар и турок основал поселение, которому дал своё имя — Адамовка.
С 1606 приближен ко двору Сигизмунда III. Назначен подчашим великим коронным. Во время рокоша Зебжидовского остался верным королю. Рассчитывая на занятие должности гетмана, принимал участие в организации противников восставшей шляхты. Был маршалком съезда противников Николая Зебжидовского, инициатора рокоша.
Из-за отказа получить пост гетмана, стал сторонником антикоролевской оппозиции.
Участвовал в подавлении казацко-крестьянских восстаний, воевал против турецко-татарских отрядов на Украине.

## Семья
Был женат на Катажине Костке (1576—1648). В приданое ей были даны Меджибож , Сатанов, а также Зиньков с окружающими селами (так называемый Зиньковецкий ключ).
В браке имел трех сыновей:
- Николая (около 1598-17 апреля 1636) — староста ратненский, умер бездетным
- Александра (1599—1621)
- Прокоп (1602—1626) — был женат на Анне-Ефросиньей из Ходкевичей, имел единственного сына — Адама Иеронима Сенявского (младшего) .

Катажина Сенявская пережила мужа и сыновей. Все четверо были похоронены в костеле в г. Бережаны. На её средства всем им были установлены памятники. В 1920 саркофаги Адама Иеронима Сенявского и трех его сыновей Николая, Прокопия и Александра были вывезены в Вавельский замок, где они находятся и поныне.